# Killarney
Killarney (irsky Cill Airne, doslova „trnkový kostel“) je město v hrabství Kerry v jihozápadním Irsku. Město leží na severovýchodním břehu jezera Lough Leane a je vstupní branou do národního parku Killarney (Killarney National Park). Město obývá 14 504 obyvatel (2016). Nachází se v něm katedrála Panny Marie, hrad Ross Castle, opatství Muckross (Muckross Abbey) a Killarneyská jezera (Lakes of Killarney). Město je oblíbené mezi turisty pro svou polohu na turistickém okruhu Ring of Kerry.
V roce 2011 bylo vyhlášeno „nejčistším irským městem“.